# Sucuuba

A sucuuba (Himatanthus sucuuba) é uma espécie de árvore da região norte do Brasil.